# Gatika
Gatika (spanisch Gatica) ist eine Gemeinde mit 1.633 Einwohnern (Stand: 2024) in der Provinz Bizkaia im spanischen Baskenland. Die Gemeinde besteht aus den Ortschaften Butroe, Garai, Gorordo, Igartua, Libarona, Sertutxa, Ugarte, Urresti und Zurbao. Der Verwaltungssitz befindet sich in Sertutxa.

## Geographische Lage
Gatika befindet sich etwa zwölf Kilometer nordnordöstlich von Bilbao in einer Höhe von ca. 80 m. Der Fluss Butroe durchquert die Gemeinde.

## Einwohnerentwicklung
| 1900 | 1910 | 1920 | 1930 | 1940 | 1950 | 1960 | 1970 | 1981 | 1991 | 2001 | 2011 | 2021 |
| ---- | ---- | ---- | ---- | ---- | ---- | ---- | ---- | ---- | ---- | ---- | ---- | ---- |
| 960  | 942  | 984  | 1082 | 1214 | 1236 | 1131 | 1049 | 897  | 931  | 1253 | 1584 | 1674 |

## Sehenswürdigkeiten
- Burg Butrón, mittelalterliche Burg, schlossähnlich 1878 umgebaut
- Marienkirche (Iglesia de Santa María )
- altes Rathaus (El Torreón)

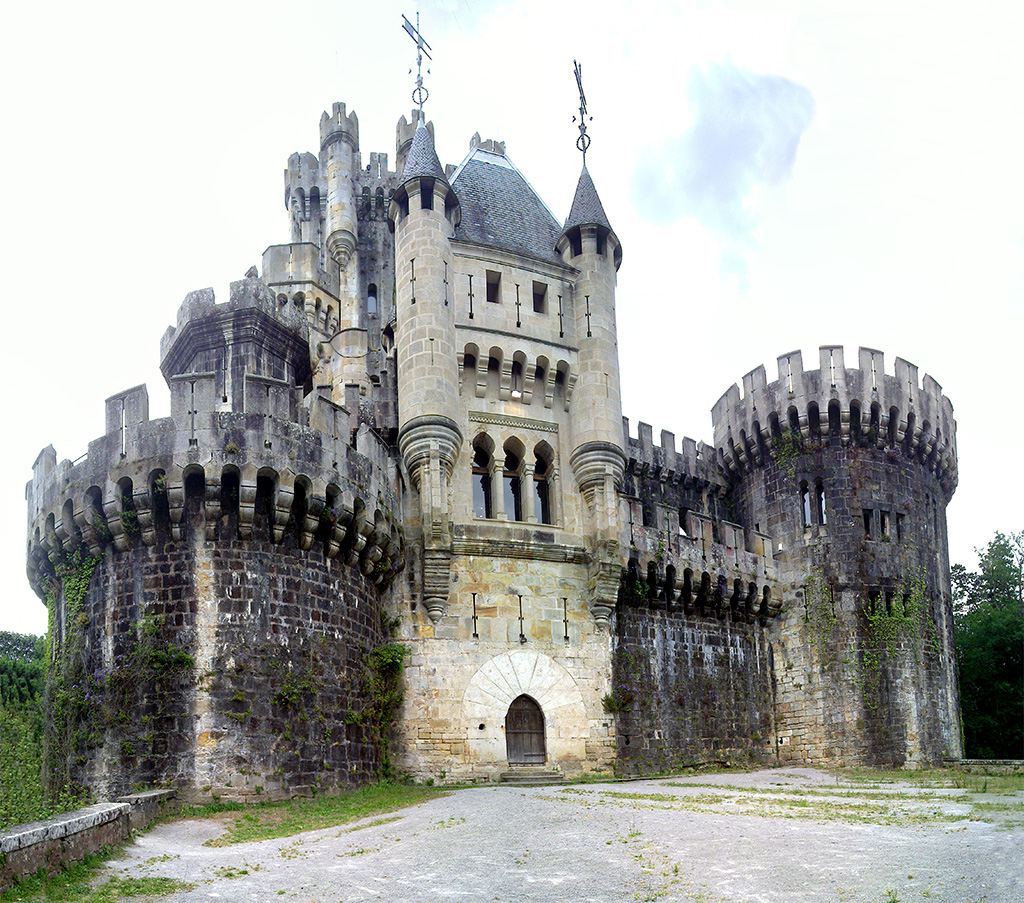
Burg Butrón
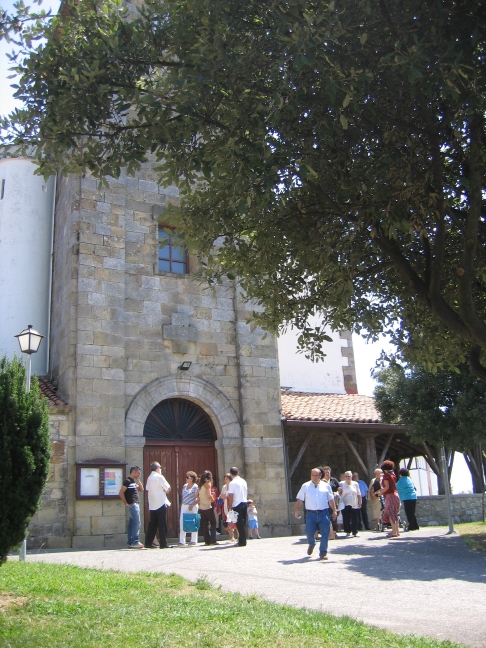
Marienkirche

## Persönlichkeiten
- Ángel Sertucha (1931–2019), Fußballspieler
- Gabino Ereñozaga (* 1942), Radrennfahrer
- Leixuri Arrizabalaga (* 1981), Politikerin